# Saiga
Saiga, llamadas saigas, es un género de  mamíferos artiodáctilos de la subfamilia Antilopinae que incluye a dos especies de antílopes asiáticos. Cada una de las especies ocupa un área geográfica de distribución distinta. S. tatarica ocupa una zona alrededor del norte del mar Caspio y otra zona en el centro de Kazajistán. S. mongolica, o según otros autores, S. borealis se encuentra al norte de Mongolia.

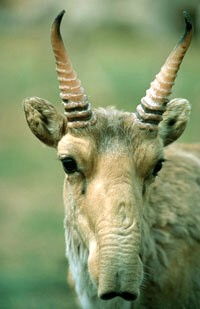
Cabeza de Saiga tatarica.

## Especies
Se han descrito dos especies.
- Saiga tatarica (L., 1766), saiga de las estepas, descrita como Capra tatarica.
- Saiga mongolica Bannikov, 1946, saiga de Mongolia, que quizá sea un sinónimo de Saiga borealis †, descrita por Tschersky en 1876.